# Jean Bouise
Jean Bouise (Le Havre, 3 juni 1929 - Lyon, 6 juli 1989) was een Frans acteur. Hij was vooral bekend voor de talrijke bijrollen die hij vertolkte vanaf het midden van de jaren zestig tot aan zijn vroegtijdig overlijden. Hij had ook een intense theatercarrière.

## Leven en werk

### Opleiding en toneel
Nadat Jean Bouise studies in de chemie succesvol had beëindigd in Rouen vatte hij een toneelstage aan in 1950. Wat later maakte hij kennis met Roger Planchon en hij stond samen met hem mee aan de wieg van de Comédie de Lyon. In 1957 kreeg Planchon de leiding van het théâtre de la Cité de Villeurbanne, waar in 1972 het Théâtre national populaire onderdak vond. Jean Bouise bleef dertig jaar (1951-1981) lang bij die toneelgezelschappen spelen, bijna altijd in een regie van Planchon. Hij vertolkte niet alleen rollen in stukken van klassieke auteurs (Shakespeare, Molière, Christopher Marlowe ...) maar ook rollen in werk van hedendaagse auteurs (Brecht, Pinter, Adamov ...) en in creaties van Planchon zelf.

### 1963-1990: een kwarteeuw specialist van de bijrollen in de film
Tien jaar na zijn toneeldebuut begon hij voor de film te werken. In een van zijn eerste films, de avonturenfilm Tintin et les oranges bleues (1963), vertolkte hij een hoofdrol, die van kapitein Haddock. Hij maakte echter naam door vanaf het einde van de jaren zestig de ene bijrol na de andere te spelen in films van talentvolle filmregisseurs zoals Costa-Gavras (Z, L'Aveu, Section spéciale), Claude Sautet (Les Choses de la vie, Mado), Yves Boisset (L'Attentat,  Folle à tuer, Dupont Lajoie, Le Juge Fayard dit Le Shériff), Robert Enrico (Les Caïds, Le Vieux Fusil, Au nom de tous les miens, La Révolution française ...), Joseph Losey, Claude Lelouch .... Hij werd twee keer genomineerd voor een César voor beste acteur in een bijrol (Le Vieux Fusil en Le Juge Fayard dit Le Shériff) maar pas voor de tragikomedie Coup de tête kreeg hij de prijs ook daadwerkelijk te pakken. 
In de jaren tachtig werd hij een van de favoriete acteurs van Luc Besson. Hij speelde mee in alle films die de regisseur maakte tot aan zijn dood. Zijn rol van ambassade-attaché in de thriller Nikita zou zijn laatste worden.

### Acteerspel
Bouise viel op door zijn sobere vertolkingen van de rollen van dokter, politiecommissaris, procureur, priester... Zijn sonore stem, zijn stevige zwarte snor en zijn kleine, pientere maar bijziende ogen die steevast schuilgingen achter zijn bril, droegen bij tot zijn opvallende verschijning.

### Privéleven
Bouise was gehuwd met actrice Isabelle Sadoyan (1928-2017) die hij had ontmoet bij Roger Planchon. 
Hij overleed ten gevolge van longkanker in 1989 in Lyon op 60-jarige leeftijd. 

## Filmografie

### Lange speelfilms (selectie)
- 1963 - La Foire aux cancres (Louis Daquin)
- 1964 - Tintin et les Oranges bleues (Philippe Condroyer)
- 1965 - La Vieille Dame indigne (René Allio)
- 1966 - La guerre est finie (Alain Resnais)
- 1966 - Avec la peau des autres (Jacques Deray)
- 1969 - L'Américain (Marcel Bozzuffi)
- 1969 - Z (Costa-Gavras)
- 1970 - Mourir d'aimer (André Cayatte)
- 1970 - Les Choses de la vie (Claude Sautet)
- 1970 - L'Aveu (Costa-Gavras)
- 1971 - Rendez-vous à Bray (André Delvaux)
- 1971 - La Poudre d'escampette (Philippe de Broca)
- 1971 - Out 1 (Jacques Rivette en Suzanne Schiffman)
- 1972 - Les Feux de la Chandeleur (Serge Korber)
- 1972 - Les Camisards (René Allio)
- 1972 - L'Attentat (Yves Boisset)
- 1972 - Les Caïds (Robert Enrico)
- 1973 - Les Granges Brûlées (Jean Chapot)
- 1974 - Le Retour du grand blond (Yves Robert)
- 1975 - Folle à tuer (Yves Boisset)
- 1975 - Dupont Lajoie (Yves Boisset)
- 1975 - Section spéciale (Costa-Gavras)
- 1975 - Le Vieux Fusil (Robert Enrico)
- 1976 - Monsieur Klein (Joseph Losey)
- 1976 - Mado (Claude Sautet)
- 1977 - Le Juge Fayard dit Le Shériff (Yves Boisset)
- 1977 - Le Point de mire (Jean-Claude Tramont)
- 1977 - Mort d'un pourri (Georges Lautner)
- 1978 - Les Petits Câlins (Jean-Marie Poiré)
- 1978 - Sale Rêveur (Jean-Marie Poiré)
- 1978 - Les Routes du sud (Joseph Losey)
- 1978 - Un papillon sur l'épaule (Jacques Deray)
- 1979 - Coup de tête (Jean-Jacques Annaud)
- 1979 - Un neveu silencieux (Robert Enrico)
- 1980 - Anthracite (Édouard Niermans)
- 1982 - Hécate, maîtresse de la nuit (Daniel Schmid)
- 1983 - Équateur (Serge Gainsbourg)
- 1983 - Au nom de tous les miens (Robert Enrico)
- 1983 - Le Dernier Combat (Luc Besson)
- 1983 - Édith et Marcel (Claude Lelouch)
- 1985 - Partir, revenir (Claude Lelouch)
- 1985 - Subway (Luc Besson)
- 1986 - Zone Rouge (Robert Enrico)
- 1986 - La Dernière Image (Mohamed Lakhdar Hamina)
- 1987 - Dernier Été à Tanger (Alexandre Arcady)
- 1987 - Dandin (Roger Planchon)
- 1987 - Spirale (Christopher Frank)
- 1987 - De guerre lasse (Robert Enrico)
- 1988 - Le Grand Bleu (Luc Besson)
- 1988 - L'Œuvre au noir (André Delvaux)
- 1989 - La Révolution française (Robert Enrico)
- 1990 - Nikita (Luc Besson)

### Televisie (selectie)
- 1965 - Ubu roi (Jean-Christophe Averty) (film)
- 1971 - Vidocq (serie)
- 1974 - Madame Bovary  (film)
- 1982 - Mérette
- 1982 - Paris-Saint-Lazare (serie)
- 1983 - Credo (Jacques Deray) (film)
- 1984 - Le Mystérieux Docteur Cornélius (miniserie)
- 1985 - La Petite Fille Modèle

## Prijs en nominaties:César voor beste acteur in een bijrol

### Prijs
- 1980 - Coup de tête

### Nominaties
- 1976 - Le Vieux Fusil
- 1978 - Le Juge Fayard dit Le Shériff

- Biblioteca Nacional de España: XX1560931
- Bibliothèque nationale de France: cb13891728c (data)
- Gemeinsame Normdatei: 173497799
- International Standard Name Identifier: 0000 0001 2129 9118
- Library of Congress Control Number: n97072767
- Nationale Bibliotheek van Tsjechië: xx0152667
- Nationale Bibliotheek van Israël: 987007384459305171
- SNAC: w6rf6qc1
- Système universitaire de documentation: 069096856
- Virtual International Authority File: 42024636
- WorldCat: E39PBJrckXxyfT3DxfHyDT9bh3